# ノートルダムの鐘II

『ノートルダムの鐘Ⅱ』（ノートルダムのかねII、原題: The Hunchback of Notre Dame Ⅱ）は2002年のディズニー映画（オリジナルビデオ）。『ノートルダムの鐘』の続編。

## ストーリー
フロローとの壮絶な戦いから7年後。パリでは「ジュール・ダムール」という、愛する人の名を祝福する春の祭りを控え賑わっていた。街の人とも打ち解けたカジモドは祭りの準備を手伝っていたが、自分にはフィーバスとエスメラルダのような愛する人がいないと嘆く。
そんな中、パリにサルーシュ率いるサーカス団が興行に訪れる。エスメラルダたちとサーカスを見に来たカジモドは、サーカスの看板娘マデリンに一目惚れする。一方、サルーシュはノートルダム大聖堂内にある「ラ・フィデル」という鐘を盗むため、マデリンにカジモドから鐘の在り処を聞き出させようとする。初めはカジモドの顔に怪訝な顔をするマデリンだったが、次第にカジモドの純粋な内面に惹かれていく。しかし、サルーシュに弱みを握られているマデリンは命令に逆らえずに、カジモドから「ラ・フィデル」の在り処を聞き出し、それを聞いたサルーシュは鐘を盗み出す。
「ラ・フィデル」を盗み出したサルーシュは、その罪をマデリンに擦り付け、マデリンは護衛隊に捕まってしまう。しかし、マデリンを信じたカジモドは、フィーバスを説得し彼女を釈放させる。一方、街の人々がサーカス見物をしている間に盗みの被害に遭ったという話を聞き、サルーシュが犯人に違いないと判断し、サルーシュを捕らえるべく地下水路へ向かう。しかし、息子のゼファーを人質に取られたフィーバスは手も足も出せず、サルーシュはラ・フィデルの鐘を持ち出し逃げようとする。そこに、カジモドとマデリンが現れゼファーを助け出し、サルーシュはフィーバスに捕まる。
騒動の解決後、「ラ・フィデル」の鐘の音が響く中で「ジュール・ダムール」が行われ、マデリンと結ばれたカジモドはノートルダム大聖堂の広場で彼女の名を祝福する。

## 登場人物
カジモド
本作の主人公。とても醜い容姿をしているが、誰よりも純粋な心を持っている優しい青年。以前より前向きになっているが、不誠実な嘘を非常に嫌うほど前作のことを引きずっている節がある。育ての親であるフロローとの戦いを経て街の人々とも打ち解け、パリの街を出歩けるようになるが、今もノートルダム大聖堂に鐘衝きとして住んでいる。女性との恋を願うが、前作でエスメラルダと結ばれる事が無かったうえに自身の醜い容姿に引け目を感じ、恋に踏み出せずにいるが、マデリンと出会い恋をする。最後は、マデリンと協力しサルーシュからゼファーを救い、マデリンと結ばれた。
マデリン
街にやって来たサーカスの看板娘。子供の頃にサルーシュの金を盗み、その償いのためにサルーシュの盗みに協力させられているが、ノートルダムでカジモドと出会い、運命が変わり始めた。最後は、カジモドと協力しサルーシュからゼファーを救い、カジモドと結ばれた。
サルーシュ
本作のディズニーヴィランズ。街にやって来たサーカスの団長だが、正体は盗賊団の首領。「ラ・フィデル」を狙いにパリへとやって来る。「ラ・フィデル」を盗んだ後は、マデリンに罪を着せ、後を追ってきたゼファーを人質にとり、仲間と共に逃亡を図る。しかし最後は、カジモドと協力したマデリンにゼファーを奪い返され、フィーバス率いる護衛隊によって逮捕された。
エスメラルダ
カジモドの友達のジプシー。フロローとの戦いの後にフィーバスと結婚し、彼との間に息子のゼファーをもうける。今回は友人として、カジモドの恋を応援する。
フィーバス
護衛隊長にしてカジモドの親友。フロローとの戦いの後にエスメラルダと結婚しゼファーをもうけ、護衛隊長に復帰する。
ゼファー
エスメラルダとフィーバスの息子。よくカジモドに懐いている。母親譲りの行動力があり、「ラ・フィデル」盗んだサルーシュをジャリと共に後を追った。
クロパン
陽気な人形遣いにしてジプシーを纏めるリーダー。カジモドの友達。
ユーゴ/ヴィクトル/ラヴァーン
ノートルダム大聖堂にいる三人組の石像（ガーゴイル）で、カジモドの親友。ユーゴは最後、ジャリと結ばれる。
ジャリ
エスメラルダの飼いヤギの雌。サルーシュが「ラ・フィデル」を盗んだ際にはゼファーと共に後を追った。

## キャスト
| 役名         | 原語版声優                       | 日本語吹き替え |
| ------------ | -------------------------------- | -------------- |
| マデリン     | ジェニファー・ラブ・ヒューイット | 宮沢りえ       |
| サルーシュ   | マイケル・マッキーン             | 竹中直人       |
| カジモド     | トム・ハルス                     | 小森創介       |
| エスメラルダ | デミ・ムーア                     | 高乃麗         |
| フィーバス   | ケビン・クライン                 | 鈴木綜馬       |
| ゼファー     | ハーレイ・ジョエル・オスメント   | 村田貴輝       |
| ユーゴ       | ジェイソン・アレクサンダー       | 治田敦         |
| ヴィクトル   | チャールズ・キンブロー           | 今井清隆       |
| ラヴァーン   | ジェーン・ウィザース             | 京田尚子       |
| クロパン     | ポール・カンデル                 | 内田直哉       |
| 司祭         | ジム・カミングス                 | 稲葉実         |
| ジャリ       | フランク・ウェルカー             | 原語版流用     |
| アキレス     | フランク・ウェルカー             | 原語版流用     |

| 小形満   | 滝沢ロコ | 柳沢真由美 | 梅田貴公美 | 三宅健太 |
| 岸祐二   | 斉藤次郎 | 水間真紀   | 平野俊隆   | 浅野るり |
| 浅井清己 | 京井幸   | 小野塚貴志 |            |          |

## スタッフ
- 監督：ブラッドリー・レイモンド
- 脚本：ジュール・セルボ、フリップ・ゴブラー、ジョディ・マーカス
- 音楽：カール・ジョンソン